# Amblyomma glauerti
Amblyomma glauerti är en fästingart som beskrevs av Keirans, King och Robert D. Sharrad 1994. Amblyomma glauerti ingår i släktet Amblyomma och familjen hårda fästingar. Inga underarter finns listade i Catalogue of Life.